# Muscolo platisma
Il platisma (dal greco πλάτυσμα, plàtysma, «lastra») è un ampio muscolo laminare, pari e simmetrico, situato nella regione laterale del collo.
Si tratta del residuo di un muscolo cutaneo che in altri mammiferi si estende ampiamente sul tronco, e la cui azione sembra quella di scacciare gli insetti molesti.
Il muscolo platisma è innervato dal nervo facciale e, se contratto, contribuisce ad abbassare la mandibola; assolve inoltre le funzioni di muscolo mimico stirando e corrugando la cute del collo e spostando in basso e lateralmente la commessura labiale.

## Origine, decorso ed inserzione
Il platisma origina anteriormente ai muscoli grande pettorale e deltoide, dalla cute e dalla fascia della parte superiore del torace e della spalla; decorre quindi in alto e medialmente fino ad inserirsi nella cute della regione masseterina, del mento e della commessura labiale.
Si intreccia con il controlaterale superiormente, all'altezza della mandibola, mentre più in basso i muscoli dei due lati divergono obliquamente lasciando al centro del collo uno spazio triangolare e innestandosi a livello del manubrio sternale.

## Muscolo mimico
Nell'uomo partecipa all'espressione mimica di alcune emozioni: già Darwin nel 1872 ne evidenziava la contrazione nella paura e nel disgusto. Altri casi in cui questo muscolo sembra chiamato in causa sono il trisma, nausea e vomito e l'inspirazione profonda. La contrazione del platisma sembra inoltre essere connessa con l'espressione della rabbia, gonfiando il collo.
Nella tradizione psicofisiologica, il platisma rappresenta un "intreccio" fra tematiche orali e aggressive, e in effetti questo muscolo partecipa all'apertura della mandibola e all'abbassamento degli angoli della bocca. Una sua forte contrazione può inoltre inibire funzioni che hanno nel collo la loro collocazione anatomica, come la respirazione, la fonazione o la deglutizione.
Il platisma è inoltre ampiamente citato nel campo della chirurgia estetica, essendo uno dei muscoli che in maniera più vistosa, perdendo di tono, rendono il collo flaccido e le guance "cascanti".